# Castillo de Colomares

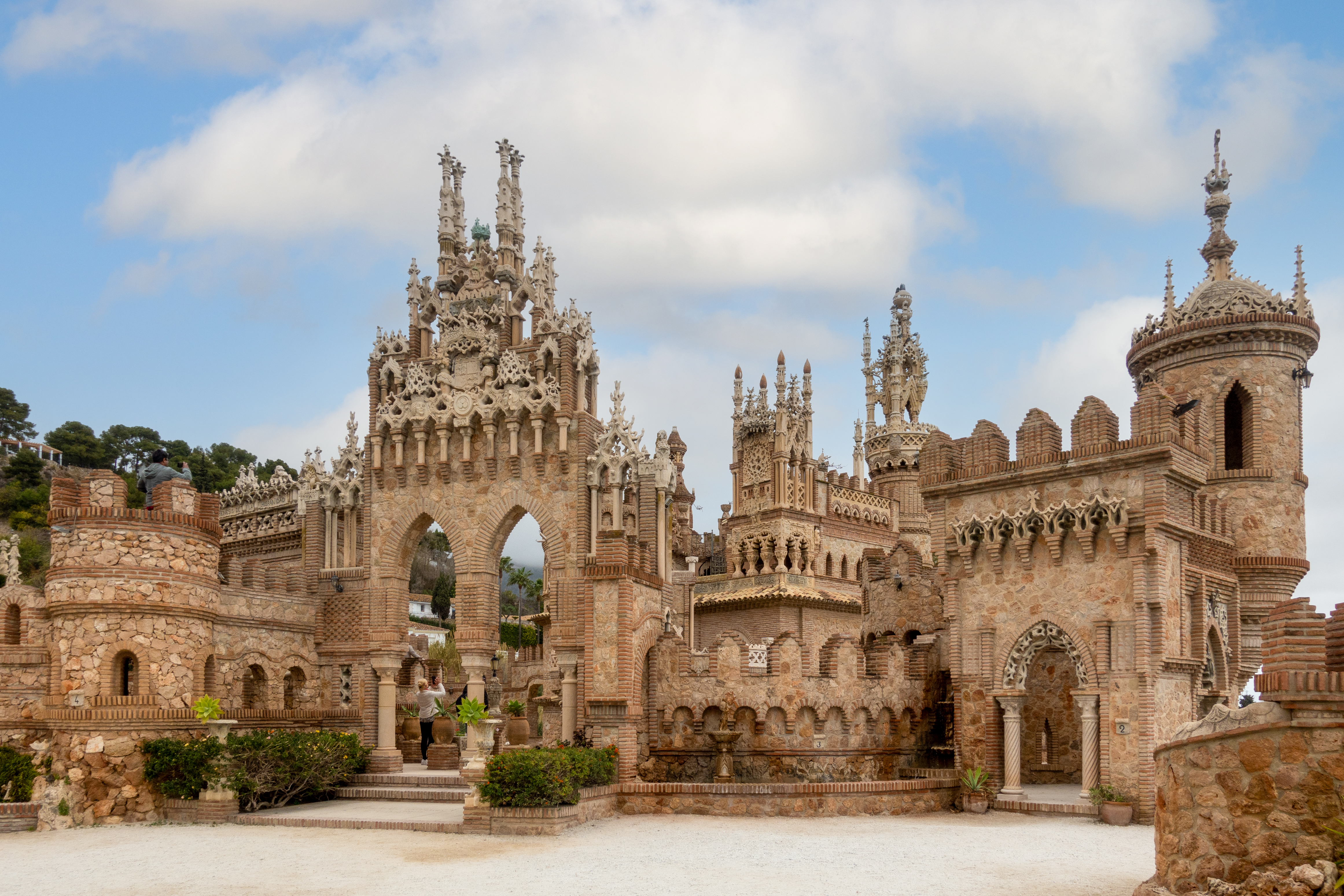
Castillo de Colomares

Das Castillo de Colomares in Benalmádena, Provinz Málaga in Spanien wurde anlässlich der 500-Jahr-Feier der Entdeckung der Amerikas durch Christoph Kolumbus von Esteban Martín y Martín errichtet und ist der kollektiven Leistung der Seefahrer sowie der Einheit der hispanischen Welt gewidmet.

## Merkmale
Das Gebäude wurde durch Esteban Martín y Martín und zwei lokale Handwerker erbaut. Dabei wurden Techniken aus dem Mittelalter genutzt. Der Gebäudeentwurf mischt Einflüsse verschiedener historischer Baustile. Symbolisch wird auf die Katholischen Könige Isabel und Ferdinand hingewiesen, sowie auf die drei Religionen, die die Region im Mittelalter prägten (Christen, Muslime, Juden), ebenso auf Kolumbus und seine Mitentdecker. Beispielsweise wird die ursprüngliche Idee, einen alternativen Seeweg nach Asien zu finden, durch Elemente einer chinesischen Pagode ausgedrückt.
Der Bauherr nimmt an, dass Kolumbus aus Mallorca stammt (dies wird durch die mallorquinischen Schreibweise seines Namens, Colom, ausgedrückt). Ein leeres Mausoleum innerhalb der Anlage soll darstellen, dass Kolumbus nach seiner vierten Reise in die Ewigkeit einging.